# Svante Grundberg
Svante Grundberg (Njurunda, 1943. november 9. – Gävle, 2019. április 25.) svéd színész.

## Filmjei

### Mozifilmek
- Frihetens murar (1978)
- Kéjutazás Las Palmasba (Sällskapsresan eller Finns det svenskt kaffe på grisfesten) (1980)
- A svéd, akinek nyoma veszett (Der Mann, der sich in Luft auflöste) (1980)
- Göta kanal eller Vem drog ur proppen? (1981)
- Gräsänklingar (1982)
- Henrietta (1983)
- På liv och död (1986)
- Enkel resa (1988)
- Un paradiso senza biliardo (1991)
- Lillebror på tjuvjakt (2003)
- Göta kanal 2 - Kanalkampen (2006)
- Göta kanal 3 - Kanalkungens hemlighet (2009)
- Fricska (Flimmer) (2012)

### Tv-filmek
- Död mans ord (1980)
- Mördare! Mördare! (1980)
- Dagar i Gdansk (1981)
- Den tredje lyckan (1983)
- Data Morgana (1986)
- Guld! (1988)
- Fräcka Fredag (1988)
- S*M*A*S*H (1990)
- Nästa man till rakning (1993)
- Den ryska dörren (2010)

### Tv-sorozatok
- N.P. Möller, Fastighetsskötare (1980, egy epizódban)
- Julstrul med Staffan & Bengt (1984. 11 epizódban)
- PTV - Penetrerings-TV (1991, egy epizódban)
- Rederiet (1992, egy epizódban)
- Jul i Kapernaum (1995, egy epizódban)
- Ronny & Julia (2000, két epizódban)
- Småstaden (2017, egy epizódban)